# Миловский сельсовет
Миловский сельсовет — муниципальное образование в Уфимском районе Башкортостана.
Административный центр — село Миловка.

## История
Согласно Закону о границах, статусе и административных центрах муниципальных образований в Республике Башкортостан имеет статус сельского поселения.
2004 год
Закон Республики Башкортостан от 17 декабря 2004 г. № 125-з «Об изменениях в административно-территориальном устройстве Республики Башкортостан, изменениях границ и преобразованиях муниципальных образований в Республике Башкортостан», статья 1. «Изменения в административно-территориальном устройстве Республики Башкортостан», п.п. 53, 54, 79 гласит:

53. Изменить границы Миловского сельсовета Уфимского района, Уфимского района, города Уфы, Ленинского района города Уфы согласно представленной схематической карте, передав часть территории площадью 386 га Миловского сельсовета Уфимского района в состав территории Ленинского района города Уфы.
54. Изменить границы следующих сельсоветов Уфимского района, Уфимского района, города Уфы, следующих территориальных единиц города Уфы согласно представленной схематической карте, передав часть территорий территориальных единиц города Уфы в состав территорий сельсоветов Уфимского района:
- 43 га Ленинского района города Уфы в состав территории Миловского сельсовета Уфимского района

79. Изменить границы Миловского и Авдонского сельсоветов Уфимского района согласно представленной схематической карте, передав часть территории площадью 3071 га Миловского сельсовета Уфимского района в состав территории Авдонского сельсовета Уфимского района.

## Население
| 2002  | 2009  | 2010  | 2012  | 2013  | 2014  | 2015  |
| ----- | ----- | ----- | ----- | ----- | ----- | ----- |
| 2577  | ↗2611 | ↗2810 | ↗2843 | ↗2931 | ↗3089 | ↗3277 |
| 2016  | 2017  | 2018  |       |       |       |       |
| ↗3574 | ↗3795 | ↗4040 |       |       |       |       |

## Состав сельского поселения
| № | Населённый пункт | Тип населённого пункта       | Население |
| - | ---------------- | ---------------------------- | --------- |
| 1 | Миловка          | село, административный центр | ↗6017     |
| 2 | Начапкино        | деревня                      | →28       |
| 3 | Лесной           | деревня                      | ↗15       |